# Corredor de vida silvestre de Florida
El Corredor de Vida Silvestre de Florida es una red estatal de casi 18 millones de acres de ecosistemas conectados que contienen parques estatales, bosques nacionales y áreas de manejo de vida silvestre que sustentan la vida silvestre y la ocupación humana. El corredor busca conectar los hábitats de vida silvestre, reduciendo su fragmentación y las posteriores disminuciones en las poblaciones de plantas y animales causadas por las actividades humanas  El Corredor de Vida Silvestre de Florida fue concebido por Tom Hoctor, director del Centro de Planificación del Paisaje y la Conservación de la Universidad de Florida, y Carlton Ward Jr., con mayor inspiración en parte de Lawton Chiles. Está respaldado por la Florida Wildlife Corridor Foundation y otras organizaciones importantes, entre ellas Walt Disney World. El corredor comprende más del 40% del estado, incluidas las áreas de conservación planificadas. La FLWC es posible gracias a una ley bipartidista aprobada en 2021 e involucra esfuerzos de líderes gubernamentales y empresarios, así como de conservacionistas. La iniciativa también cuenta con el apoyo público de los residentes de Florida, ya que también ayuda a proteger tierras agrícolas de propiedad privada.
El corredor es el hogar de alrededor de 60 especies en riesgo de extinción, como el caracara crestado, el milano caracolero, el gorrión saltamontes, el pájaro carpintero de cresta roja, la grulla trompetera, la cigüeña de madera, el manatí antillano, el esturión del golfo, el darter de Okaloosa, el eslizón de arena y la serpiente índigo oriental. Muchas de estas especies, como el oso negro de Florida, la pantera de Florida y el arrendajo de Florida, han experimentado un aumento en sus tasas de supervivencia.

## Ley del Corredor de Vida Silvestre de Florida

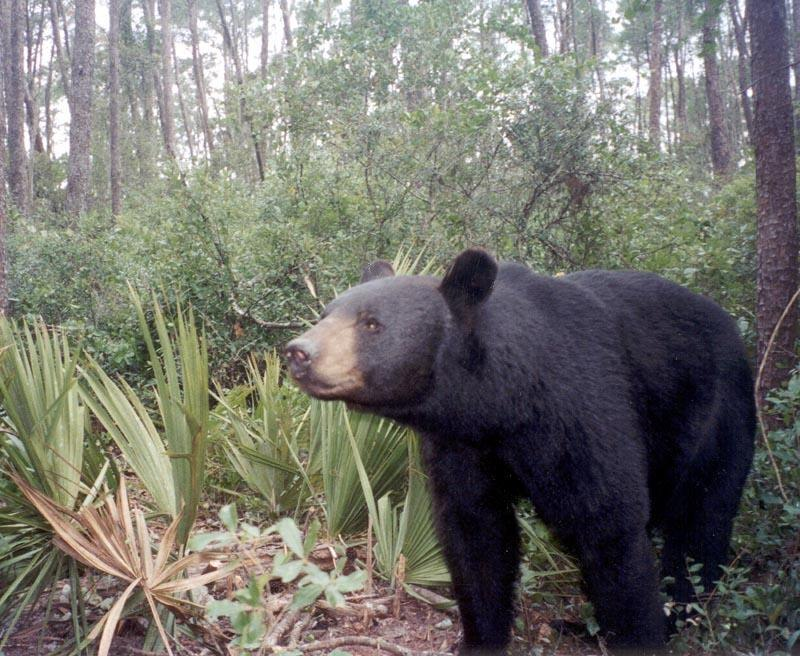
Un oso negro de Florida activó una cámara remota instalada por biólogos. El oso se encuentra en el matorral de pino arenoso del Bosque Nacional Ocala, que alberga la población de osos negros de mayor densidad de América del Norte.

La Ley del Corredor de Vida Silvestre de Florida es el resultado de más de 40 años de esfuerzos de conservación, liderados en gran parte por el profesor Larry Harris y Reed Noss. En la década de 1980, ambos identificaron que el rápido desarrollo urbano en Florida estaba provocando una significativa pérdida y fragmentación de hábitats naturales. Concluyeron que la única forma de abordar este problema era mediante iniciativas de conservación a gran escala.
Un avance clave fue aportado por David Maehr, un estudiante de Harris, quien descubrió que los osos negros de Florida utilizaban corredores de hábitat que conectaban tierras públicas y privadas. Este hallazgo fue fundamental para impulsar un esfuerzo estatal orientado a la creación del "Corredor de Vida Silvestre de Florida," diseñado para proteger y restaurar los ecosistemas interconectados esenciales para la biodiversidad. 
Con el tiempo, los mapas creados por Harris, Noss y otros identificaron estos corredores y redes ecológicas, lo que proporcionó la investigación y la ciencia que sustentaron la iniciativa del Corredor de Vida Silvestre de Florida. De los 18 millones de acres de corredores conectados, 9,6 millones de acres son áreas de vida silvestre protegidas, junto con tierras privadas que el gobierno ha adquirido a través de servidumbres de conservación. Mientras que el 46% restante aún permanece desprotegido.
El gobierno de Florida mejora el corredor comprando los derechos de desarrollo de los propietarios de tierras en todo el estado a través de un proceso de adquisición de tierras del Departamento de Protección Ambiental de Florida que permite a los propietarios continuar con las operaciones en sus tierras, pero les impide desarrollarlas. En este contexto, las servidumbres de conservación desempeñan un papel fundamental. Estas son acuerdos legales definidos como "intereses perpetuos e indivisos sobre una propiedad, diseñados para proteger sus valores naturales, paisajísticos o de espacios abiertos". A través de estos acuerdos, los propietarios se comprometen a limitar el tipo y alcance del desarrollo en sus terrenos, generalmente a cambio de una compensación.
El derecho a hacer cumplir estas restricciones se transfiere a un tercero calificado, como una agencia pública o una organización sin fines de lucro. Además, estas servidumbres suelen "correr con la tierra", lo que significa que las restricciones se aplican no solo al propietario actual, sino también a todos los futuros propietarios, asegurando su cumplimiento a perpetuidad.
Administrado por el Departamento de Protección Ambiental de Florida, asegurando muchas servidumbres de conservación, a través del programa "Florida Forever", la iniciativa del estado para adquirir y proteger tierras de conservación y recreación. En consonancia con el objetivo de reforzar la dedicación del Estado a la gestión ambiental a largo plazo.

## Beneficios del Corredor de Vida Silvestre de Florida
El Corredor de Vida Silvestre de Florida es parte esencial del paisaje de Florida, así como de los ecosistemas que contiene. Los estudios han demostrado que este corredor beneficia al medio ambiente circundante y a las personas que viven en esta zona y sus alrededores. Uno de los principales beneficios del corredor de vida silvestre de Florida es que desempeña un papel en la protección de varias fuentes de agua en el área circundante, por ejemplo, ríos, estuarios, humedales. Otras cualidades incluyen beneficios para las personas que residen cerca de esta área en términos de protección contra inundaciones, sectores ganaderos y pesqueros, y las cabeceras de los Everglades, que son una de las fuentes que llevan agua a los embalses dentro del corredor y la fuerza impulsora detrás de la preservación de una gran parte del agua potable de Florida. 
Este corredor también beneficia a los animales que se encuentran allí, ya que es el hogar de una gran variedad de especies de animales acuáticos y terrestres que incluyen muchas de las especies más amenazadas de Florida, como el oso negro, la tortuga de tierra y el milano tijereta, etc. El corredor de vida silvestre brinda beneficios al medio ambiente, ya que alberga más de 60 especies de plantas que están en peligro de extinción o amenazadas, como el matorral ziziphus, la palma matorral y el matón de los Everglades. Este corredor también beneficia al medio ambiente de otras maneras, como por ejemplo contra el cambio climático, ayudando a reducir los gases de efecto invernadero en la atmósfera y actuando como un mecanismo de control de la temperatura para los ecosistemas del corredor.

## Impactos de conservación

Mapa del Bosque Nacional Ocala.

Dos estudios revelaron que el uso de corredores genera beneficios duraderos para la población de osos negros en Florida. Los investigadores compararon la población de osos en los Bosques Nacionales de Ocala con la de una zona residencial fragmentada en Lynne, Florida, rodeada de carreteras. Estos sitios fueron seleccionados por su proximidad geográfica y las diferencias en la fragmentación del hábitat: mientras el Bosque Nacional Ocala está ubicado dentro del Corredor de Vida Silvestre de Florida, la ciudad de Lynne se encuentra justo fuera de este.
Los resultados mostraron que la población de osos en Lynne tenía una tasa de crecimiento significativamente menor en comparación con la del bosque nacional. El estudio señaló que los accidentes automovilísticos eran un factor importante en la baja tasa de crecimiento poblacional. Como solución, se propuso la construcción de corredores a lo largo de las carreteras para reducir la mortalidad de los osos y mejorar la conectividad del hábitat.
Un segundo estudio, realizado en el corredor de vida silvestre Osceola-Ocala, concluyó que aumentaba el flujo genético entre dos poblaciones y proporcionaba los vínculos necesarios para mantener la estructura y la viabilidad de la población.
En 2023 un estudio demostró cómo los corredores de vida silvestre mejoran los hábitats circundantes y tienen el efecto colaborativo de la mitigación de los humedales. Estos corredores también tienen la capacidad de ayudar a la creación de nuevos hábitats al reconectar secciones fragmentadas de tierra.
Por otra parte, en un estudio de 2022 sobre la mortalidad de ciervos en las carreteras dentro de los Cayos de Florida, se demostró que la instalación de cercas para la vida silvestre resultó en una disminución significativa en la tasa de mortalidad de ciervos en las carreteras en estas áreas en comparación con las áreas donde no se instalaron estas cercas. Este estudio muestra un impacto directo de la conservación de los corredores de vida silvestre y sus beneficios para la población de ciervos en esta zona.
Es importante destacar que, aunque los corredores de vida silvestre ofrecen beneficios significativos, también pueden generar efectos secundarios no deseados. Investigadores que estudian su impacto han llegado en gran medida a un consenso: así como estos corredores facilitan el movimiento de especies amenazadas y en peligro de extinción, también pueden, de manera involuntaria, permitir la propagación de especies no deseadas, como invasoras o parásitas, hacia áreas sensibles. Sin embargo, los investigadores coinciden en que es necesario realizar más estudios para comprender mejor los posibles impactos negativos de estos corredores.

## Otros aspectos a considerar

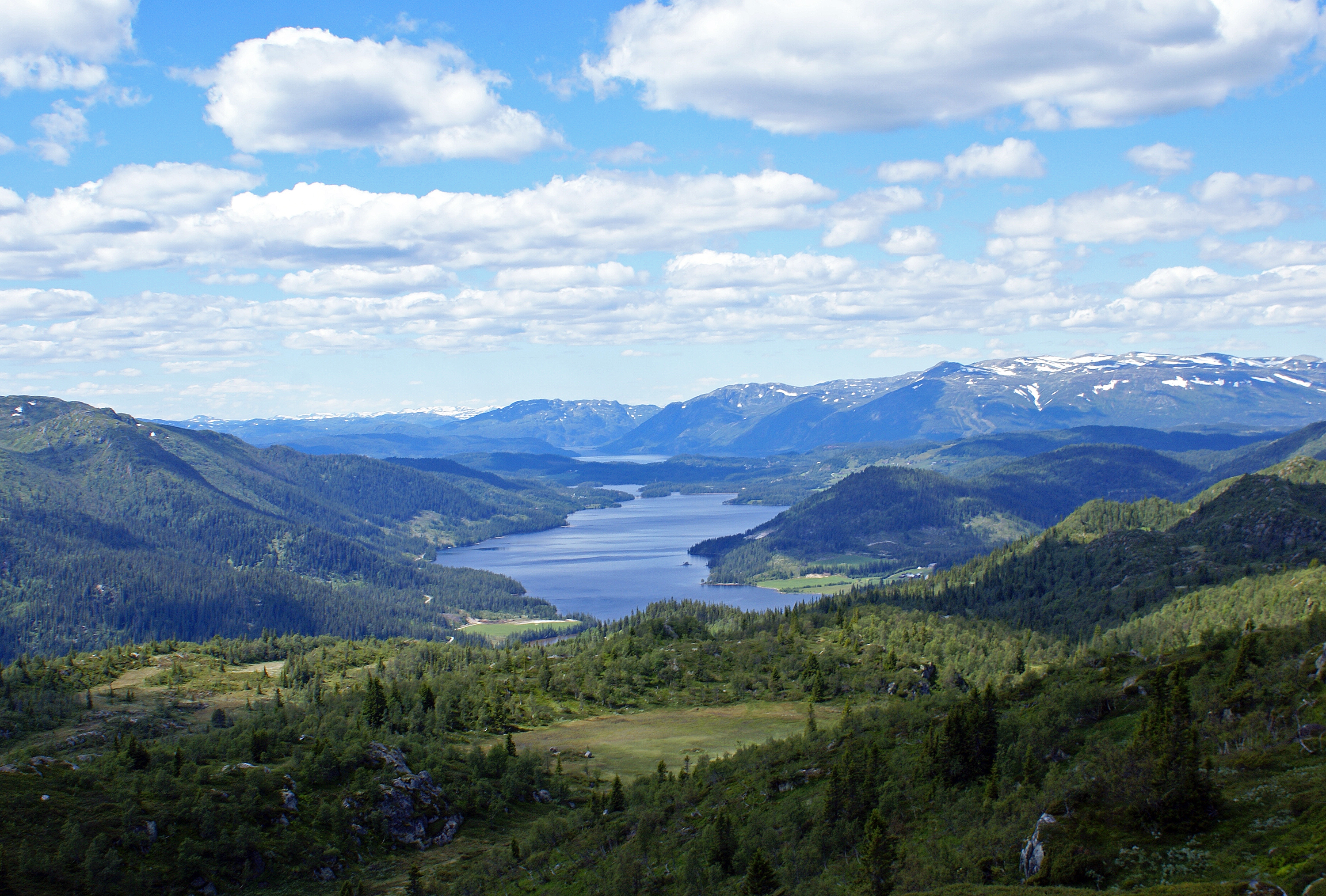
Los efectos de borde son la transición natural de una estructura a otra. En este ejemplo se muestran los efectos de borde visibles desde las colinas hasta el río, desde los árboles hasta el claro.

El efecto de borde ocurre cuando el paisaje cambia de un hábitat a otro, generando alteraciones en las estructuras poblacionales o comunitarias presentes en el límite. Esta transición, que es común en muchos ecosistemas, ofrece varios beneficios, como el soporte para especies de ambos hábitats conectados y para aquellas que habitan exclusivamente en la zona de transición. Sin embargo, es crucial considerar ciertos aspectos, especialmente cuando la transición se da entre un hábitat de vida silvestre y un área de residencia humana, ya que pueden surgir desafíos relacionados con la convivencia y la conservación.
Uno de los principales objetivos del Corredor de Vida Silvestre de Florida es aumentar la supervivencia de las especies en riesgo. Algunas de estas especies son depredadores y si bien tienen un papel esencial en la estructura de su comunidad, podrían representar un riesgo para la población. Así mismo, como resultado del aumento de viajes a través de los corredores se podrían propagar especies invasoras. Las especies invasoras de importancia en el área del estado de Florida incluyen el gecko Tokay, introducido en los Everglades en la década de 1960 para deshacerse de las cucarachas, estos geckos nocturnos y territoriales comen especies nativas como ranas, pájaros y lagartijas, las pitones birmanas, estas serpientes invasoras pueden comer presas grandes, incluidas las cigüeñas de madera, el pez león que puede comer especies de peces comercial y recreativamente valiosas como el pargo de cola amarilla y la tilapia azul que pueden competir por los recursos en un área.
Los corredores de vida silvestre tienen como objetivo permitir que los animales se muevan libremente entre hábitats, pero este movimiento también puede facilitar la propagación de enfermedades, en particular en poblaciones de vida silvestre que podrían no haber estado en contacto antes. Por ejemplo, enfermedades como la caquexia crónica o la rabia podrían propagarse más fácilmente cuando los animales viajan más lejos y entran en contacto con nuevas poblaciones. Es de aclarar que, es poco probable que esta enfermedad se transmita entre animales y humanos.
Además, si bien el objetivo principal del Corredor de Vida Silvestre de Florida es crear caminos continuos para la vida silvestre, existe la posibilidad de que partes del corredor aún puedan estar fragmentadas o desconectadas debido a la presión del desarrollo o a la financiación insuficiente para la conservación. Los caminos, las líneas eléctricas y otras infraestructuras pueden destruir hábitats incluso dentro de los corredores de vida silvestre designados, haciéndolos menos efectivos en términos de facilitar el movimiento y la migración de los animales. La creación de corredores de vida silvestre puede entrar en conflicto con los objetivos de desarrollo económico. Por ejemplo, proyectos de infraestructura a gran escala, como carreteras, oleoductos o desarrollos urbanos, suelen competir con los esfuerzos por preservar los hábitats naturales. Asimismo, la expansión de áreas protegidas puede limitar oportunidades para actividades económicas como la extracción de recursos naturales, incluyendo la tala o la minería.
Además, establecer y mantener el Corredor de Vida Silvestre de Florida requiere una inversión continua en actividades de monitoreo, gestión y restauración. A largo plazo, los costos asociados con proteger, mejorar y restaurar los hábitats para garantizar su viabilidad para la fauna silvestre pueden ser significativos, representando un desafío financiero para su sostenibilidad.

## Lugares de interés
- El río Suwannee
  - El río Suwannee es un hábitat esencial para muchas de las especies a las que da servicio el Corredor. El río corre desde Georgia hasta Florida, por lo que también conecta muchas de las vías fluviales que permiten el tránsito de especies en riesgo, como el manatí antillano.[17]

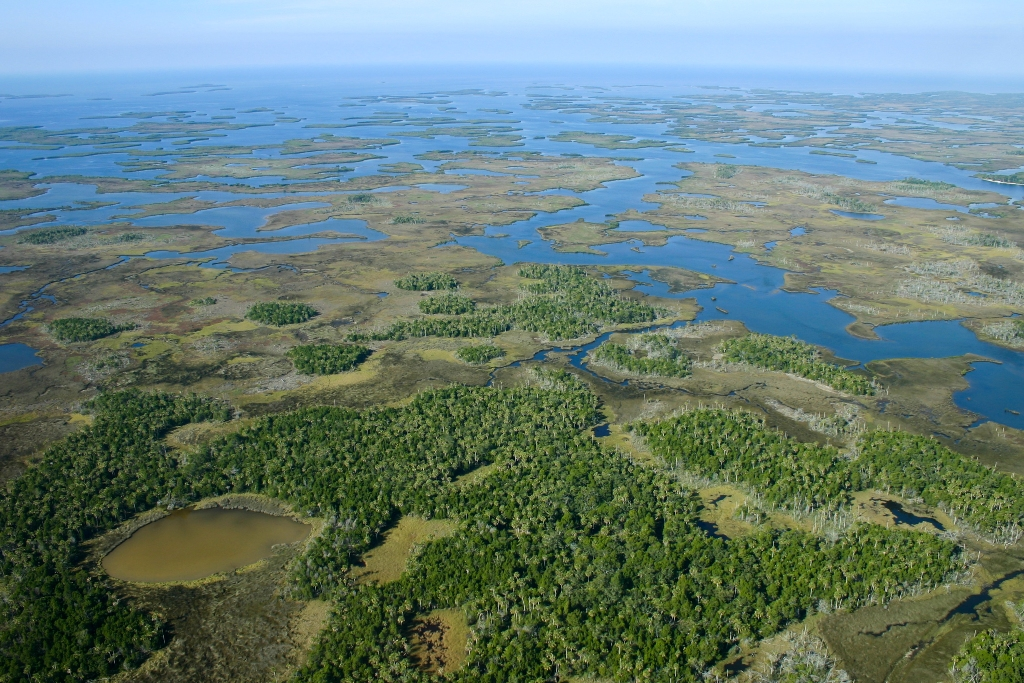
El Refugio Nacional de Vida Silvestre Chassahowitzka alberga especies de mamíferos marinos como el manatí y el delfín nariz de botella, así como reptiles como tortugas marinas y cientos de especies diferentes de peces. El refugio fue fundado en 1943 con la intención de mejorar la supervivencia de las aves acuáticas en la zona. En la actualidad, el refugio ha trasladado su atención a los manatíes antillanos en peligro de extinción que utilizan muchas de las vías fluviales del refugio. https://www.fws.gov/refuge/chassahowitzka

- Refugio Nacional de Vida Silvestre Chassahowitzka
  - El Refugio Nacional de Vida Silvestre Chassahowitzka también es un hábitat para especies en peligro de extinción. Entre sus muchas funciones, sirve como lugar de invernada para especies como la grulla trompetera, así como zona de reproducción para la vida silvestre de Florida. El refugio también protege los estuarios a lo largo de la costa oeste de Florida.[18]
- Bosque estatal de Withlacoochee
  - El bosque estatal Withlacoochee es el tercer bosque estatal más grande y es un componente fundamental del Corredor de Vida Silvestre de Florida por varias razones, desempeñando un papel vital en la preservación y conectividad de los hábitats de vida silvestre en todo el estado. También es el hogar de especies como águilas calvas, ardillas, zorros y tortugas de tierra.[19]

- Bosque estatal de Goethe
  - Ubicado cerca del Golfo de México, el Bosque Estatal de Goethe tiene 19 comunidades naturales diferentes, cada una con plantas y animales únicos. Estos ecosistemas son cruciales para mantener la calidad del agua, regular las inundaciones y prevenir la erosión. El bosque ayuda a proporcionar ese paso seguro, permitiendo que la vida silvestre se desplace entre hábitats, encuentre alimento y pareja y evite los riesgos asociados con las poblaciones aisladas.[20]

- Refugio Nacional de Vida Silvestre de San Marcos
  - Como refugio de vida silvestre costera, St. Marks juega un papel clave en la protección de los ecosistemas costeros de Florida, como pantanos, marismas y estuarios. Estos ecosistemas son vitales para la calidad del agua, el control de inundaciones y la resiliencia costera. También sirven como viveros para la vida marina, sustentando poblaciones de peces y mariscos que son importantes tanto para el medio ambiente como para la economía.[21]

- Área de conservación de Steinhatchee
  - El Área de Conservación Steinhatchee es un importante sitio de escala para muchas aves migratorias que viajan a lo largo de la Costa del Golfo. Las marismas y los humedales proporcionan áreas esenciales de descanso y alimentación para especies como aves playeras, aves zancudas y aves acuáticas mientras migran a lo largo de la ruta migratoria del Atlántico. Algunas especies, como la avoceta americana y la espátula rosada, dependen de estos hábitats costeros para sobrevivir durante sus largas migraciones.
- Bosque Nacional Apalachicola
  - El Bosque Nacional Apalachicola es el bosque nacional más grande de Florida, con una superficie de aproximadamente 574.000 acres. El bosque es una de las áreas más grandes que quedan de ecosistema de pino de hoja larga en el sureste de los Estados Unidos. Los bosques de pino de hoja larga se consideran uno de los ecosistemas más ricos en biodiversidad de los EE. UU. y proporcionan un hábitat para una amplia variedad de especies. El bosque también alberga ecosistemas dependientes del fuego, que necesitan incendios forestales periódicos para mantener el equilibrio ecológico.
- La cuenca del río Apalachicola
  - La cuenca del río Apalachicola es la cuenca hidrográfica principal del río Apalachicola, uno de los ríos de mayor importancia ecológica de Florida. El río y sus afluentes proporcionan agua dulce a una gran parte del territorio circundante, lo que sustenta una amplia gama de hábitats para la vida silvestre. El río también proporciona recursos hídricos críticos para las comunidades circundantes, incluidas las áreas agrícolas, la vida silvestre y los paisajes naturales dentro del Corredor.[22]
- La Vía Verde del Noroeste de Florida
  - Northwest Florida Greenway es un proyecto que tiene como objetivo conectar los bosques de Alabama con el Big Bend de Florida, creando una ruta de transporte segura y pintoresca para las personas y la vida silvestre.
- Plantación Nokuse
  - Nokuse Plantation es una de las áreas de conservación privadas más grandes de Florida, con una extensión de más de 54.000 acres de tierra. El tamaño y la conectividad de la plantación Nokuse son fundamentales para las especies que requieren grandes territorios o necesitan moverse libremente por los paisajes. Por ejemplo, grandes mamíferos como el oso negro de Florida y los ciervos se benefician del hábitat natural ininterrumpido que proporciona Nokuse.
- Área de gestión del agua del río Choctawhatchee
  - El Área de Gestión del Agua del Río Choctawhatchee abarca ecosistemas críticos de humedales y ríos a lo largo del río Choctawhatchee. Al proteger la zona ribereña y los humedales del río Choctawhatchee, la CRWMA garantiza la supervivencia a largo plazo de las especies que dependen de estos hábitats, como los caimanes, las nutrias y las aves zancudas como las garzas y las garcetas. Los humedales también actúan como filtros de agua, mejorando la calidad del agua y manteniendo la salud de los ecosistemas río abajo en el Golfo de México.[23]

Otras conexiones críticas

## Ecología urbana
Son muchos los aspectos que han impactado el paisaje de Florida a lo largo del tiempo, desplazando la vida silvestre y cambiando la forma en que interactúan entre sí y con su entorno. Florida alberga algunas de las ciudades más visitadas de los Estados Unidos, ocupando el primer puesto en cuanto a turismo nacional y el segundo en cuanto a turistas internacionales. El impacto más significativo sobre la vida silvestre nativa en Florida proviene de las carreteras que conectan las ciudades del estado. Estas vías pueden tener un efecto aislante en las poblaciones animales, un fenómeno conocido como efecto barrera vial. Este problema genera aislamiento genético, reducción en el tamaño de las poblaciones, alteraciones en los patrones migratorios, pérdida de hábitats y un aumento en la mortalidad de fauna debido a los accidentes en las carreteras.
La Ley del Corredor de Vida Silvestre busca preservar 18 millones de acres de tierra en todo el estado, ofreciendo una vasta extensión de espacio verde para la conservación de la vida silvestre. Además, el corredor mantiene una relación beneficiosa con la industria turística de Florida, ya que contribuye al atractivo del estado como destino ecológico y promueve actividades relacionadas con la naturaleza.
Los visitantes pueden explorar los parques, bosques y refugios de vida silvestre que conforman el corredor. Walt Disney World  también ha desempeñado un papel importante en la protección de la vida silvestre local. Disney tiene sus propios programas de conservación y hay propiedades propiedad de Disney que son espacios silvestres. Además, Disney Wilderness Preserve es parte del ecosistema de los Everglades. Para Disney, el espacio verde es un beneficio para sus parques temáticos y complejos turísticos, sumergiendo a los visitantes en su entorno. Su objetivo es contrarrestar las limitaciones impuestas a la vida silvestre causadas por el desarrollo de los parques en Florida Central. La Reserva Natural de Disney también facilita la migración.
Nueve de cada diez residentes de Florida viven a 20 millas del corredor. Como tal, el sentimiento público está a favor de los esfuerzos continuos del Corredor. El mensaje es claro: un entorno ecológico próspero permite que otras áreas, como la economía de Florida, también prosperen.  El Corredor crea más de 100.000 puestos de trabajo en áreas como recreación, turismo, agricultura, ganadería, silvicultura y otras industrias. Las servidumbres también permiten exenciones fiscales para los propietarios de tierras. Un informe elaborado por la Universidad Atlántica de Florida, la Estación Biológica Archbold y la Fundación Live Wildly reveló que aproximadamente 170,000 acres de tierras privadas están siendo conservadas de manera voluntaria. Además, cerca de 10 millones de acres de las llanuras aluviales del estado forman parte del Corredor de Vida Silvestre. Mantener estas áreas sin desarrollar no solo protege la biodiversidad, sino que también actúa como una medida de protección para las ciudades frente a desastres naturales, al mitigar riesgos como inundaciones y huracanes.

## Expediciones y documentales
Ejemplos de caminatas y películas que muestran el Corredor de Vida Silvestre de Florida:
- 2012: Everglades to Okefenokee sigue la expedición de un grupo que viajó 1.000 millas en 100 días a través de los Everglades hasta Okefenokee a principios de 2012. A lo largo de este recorrido, documentan la importancia de cómo la conexión de áreas con gran densidad de vida silvestre es vital para los esfuerzos de conservación y destacan a quienes son más importantes para hacer posibles estas áreas de linaje.[29]
- 2015: The Forgotten Coast documenta una caminata por los Everglades hasta la costa en 2015. El propósito de esta película fue llamar la atención sobre las amenazas a las áreas de corredores que no están protegidas, así como presionar sobre la necesidad de expansión por su importancia ecológica.[30]

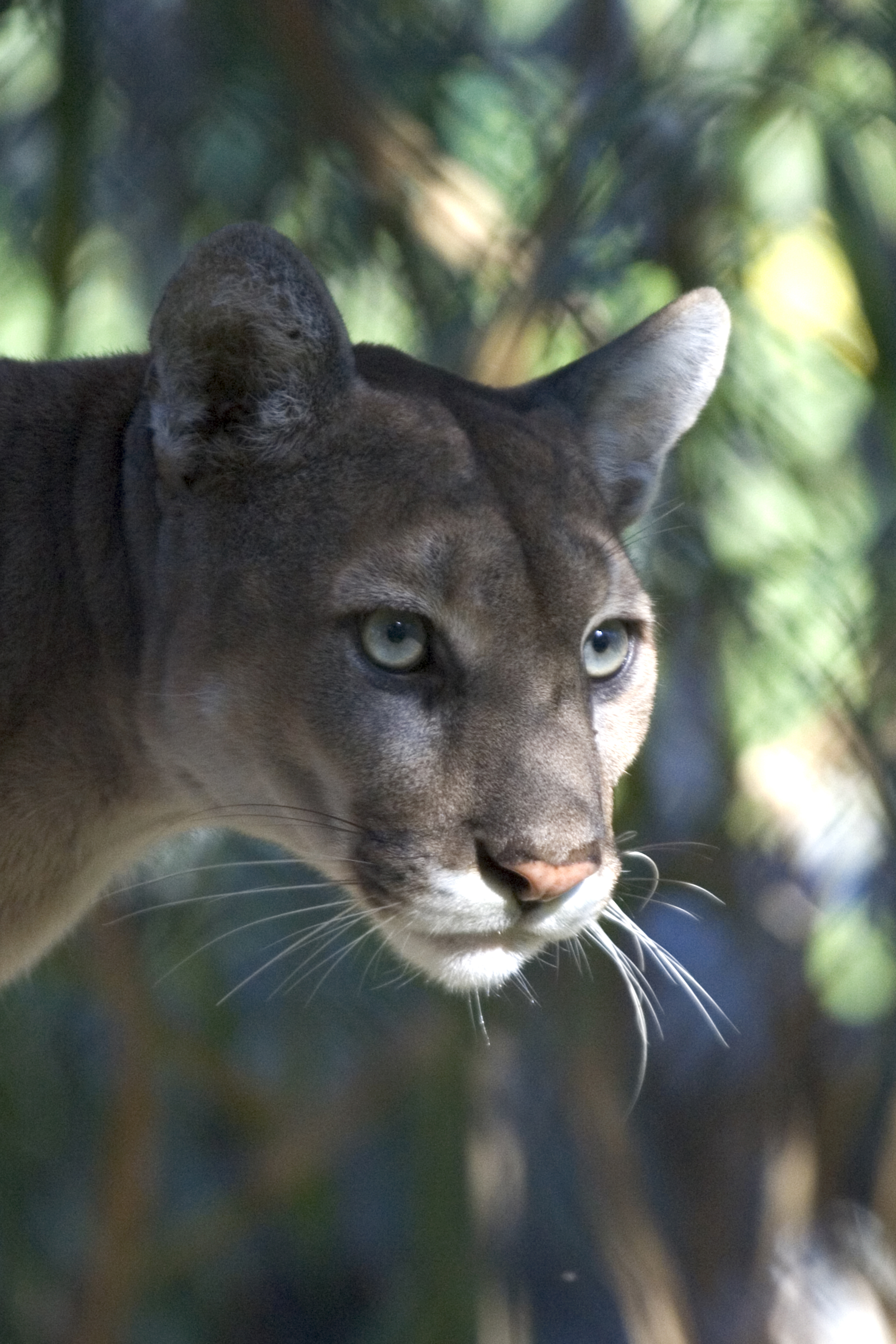
Primer plano de una pantera de Florida.

- 2018: El último hilo verde : La expedición fue a través de la carretera interestatal 4 que pasa por Headwater hasta Green Swamp. El llamado a la acción para esta expedición se debió al aumento de la población de Florida. Debido al uso constante de la autopista, hay un aumento de conflictos entre humanos y vida silvestre. El equipo quería demostrar que es necesario que exista un vínculo entre las cabeceras de los ríos y los pantanos para evitar que queden aislados y proteger la vida silvestre que los habita.[31]

- 2019: The Wild Divide : A lo largo de esta caminata de 7 días, el equipo de conservación viajó desde el Parque Estatal Highlands Hammock hasta la Reserva Tiger Creek. La película se realizó con la esperanza de que se utilizara como herramienta para encontrar mejores soluciones para conectar y restaurar la vida silvestre en toda Florida.[32]
- 2021: Home Waters : esta caminata fue a través de Rainbow Springs hasta la bahía de Homosassa. Los excursionistas observaron un área desprotegida del corredor y mostraron las posibilidades que se les abrieron con la aprobación en 2021 de la Ley del Corredor de Vida Silvestre de Florida.[33]
- 2022: Path of the Panther: este documental sigue al fotógrafo de National Geographic Carlton Ward Jr. mientras documenta a la pantera de Florida en peligro de extinción y destaca la protección del Corredor de Vida Silvestre de Florida. A través de cámaras trampa de alta definición, la película muestra el hábitat de la pantera y jugó un papel en la concientización e influencia en la aprobación de la Ley del Corredor de Vida Silvestre de Florida.[34]